# Айгамуга
Айгамуга (осет. Айгомӕджы дон) — река в России, протекает в Республике Северная Осетия-Алания.
Длина реки составляет 22 км. Площадь водосборного бассейна — 236 км². Имеет левый приток Сардидон.

## Данные водного реестра
По данным государственного водного реестра России относится к Западно-Каспийскому бассейновому округу, водохозяйственный участок реки — Терек от впадения реки Урух до впадения реки Малка. Речной бассейн реки — Реки бассейна Каспийского моря междуречья Терека и Волги.
Код объекта в государственном водном реестре — 07020000412108200003877.